# Guadalupe (Kalifornia)
Guadalupe város az Amerikai Egyesült Államok Kalifornia államában, Santa Barbara megyében. Lakosainak száma 8057 fő (2020. április 1.).

## Közlekedés
A települést érinti az Amtrak távolsági vasúti járata is, a Pacific Surfliner.

## Népesség
A település népességének változása:

| 2010 | 7 080 |
| 2020 | 8 057 |